# إس إس زيفيلابسايغن

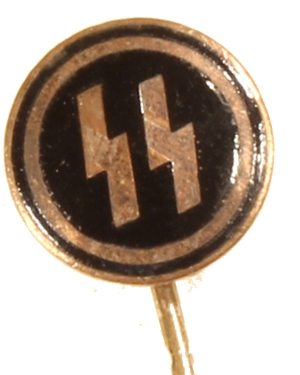
إس إس زيفيلابسايغن لهيرمان سينكوسكي

إس إس زيفيلابسايغن، شارة SS صدرت بين عامي 1933 و1938 لأعضاء SS.
تم منح الشارة في الغالب لأعضاء شرطة الأمن الذين كانوا أعضاء SS مخضرمين. يبدو أنه لم يكن هناك معايير محددة لإصدار الشارة، وكان على عضو شوتزشتافل التقدم فقط إلى SS-Hauptamt من أجل الحصول على الشارة المدنية.

## أرقام الشارات المدنية المعروفة
تم منح أدولف هتلر الشارة الفخرية رقم "1" وحصل على Zivilabzeichen من قبل SS. تم تخزين الشارة في شقة هتلر في ميونيخ حتى تم الاستيلاء عليها من قبل فيليب بن ليبر في عام 1945. تم بيع الشارة، جنبًا إلى جنب مع مجموعة من المواد التي يملكها هتلر لهواة جمع العملات ستيفين وولف ونيل هاردين. في عام 2013، تم شراء المجموعة بأكملها من قبل جامع التحف العسكرية والتاجر Craig Gottlieb.
- # 1: أدولف هتلر
- # 2: هاينريش هيملر
- # 6,375: أدولف أيخمان
- # 72,723: جوستاف لومبارد
- # 106,983: كارل فراهير ميشيل فون توسلينج
- # 160,180: إرنست كالتنبرونر
- # 169,582: هيرمان سينكوسكي